# 4158 Santini
A 4158 Santini (ideiglenes jelöléssel 1989 BE) egy kisbolygó a Naprendszerben. Osservatorio San Vittore fedezte fel 1989. január 28-án.